# Подзоричи
Подзоричи — деревня в Унечском районе Брянской области в составе Старосельского сельского поселения.

## География
Находится в центральной части Брянской области на расстоянии приблизительно 25 км на восток по прямой от вокзала железнодорожной станции Унеча.

## История
Упоминалась с первой полоаины XVIII века, входило в Бакланскую сотню Стародубского полка. На рубеже XVIII—XIX веков — владение генерала М. В. Гудовича. В середине XX века работал колхоз «Красный Октябрь». До Великой Отечественной войны преобладало украинское население. В 1859 году здесь (деревня Мглинского уезда Черниговской губернии) учтено было 13 дворов, в 1892—50.

## Население
Численность населения: 134 человека (1859 год), 312 (1892), 110 человека (русские 94 %) в 2002 году, 56 в 2010.